# Двужильная, Нина Михайловна
Нина Михайловна Двужи́льная — советский углехимик.

## Биография
В детстве жила в Донбассе, в Константиновке, с 1925 года — в Донецке. Мать работала врачом, отец умер рано.
Окончила Донецкий политехнический институт (1935), получила направление в Кемерово.
После войны и до середины 1970-х годов — старший научный сотрудник, зав. отделом Донецкого НИУИ.
Кандидат технических наук (1953), тема диссертации «Новые классификационные показатели донецких слабоспекающихся и неспекающихся углей высокой степени метаморфизма».
Делегат XIX съезда ВКП(б) — КПСС (5 — 14.10.1952).
Брат — Ю. М. Двужильный, Герой Советского Союза.
Сын — А. С. Терехов (род. 8 августа 1935), доктор технических наук, профессор.
Сочинения:
- Двужильная Н. М. Справочник по качеству углей и антрацитов Донецкого и Львовско-Волынского бассейнов.-М.: Недра, 1972.168 с.28 1. Малозольные и сверхчистые концентраты. — М.: Наука, 1968.— 234 с.
- Ускоренные методы определения качества углей [Текст] / Н. М. Двужильная, Н. В. Иванова, М. М. Лившиц, О. А. Миненко ; М-во угольной пром-сти СССР. Техн. упр. по эксплуатации. Бюро техн. информации. — Москва : [б. и.], 1954. — 16 с. : черт.; 22 см.
- Справочник по качеству каменных углей и антрацитов Донецкого и Львовско-Волынского бассейнов [Текст] / Донецкий науч.-исслед. угольный ин-т. — Москва : Недра, 1972. — 167 с.; 27 см. Сост.: канд. техн. наук Н. М. Двужильная и инж. В. М. Егоркина

## Награды и премии
- Сталинская премия второй степени (1951) — за создание геолого-углехимической карты Донбасса.
- Грамота Президиума Верховного Совета УССР (1973).